# 長島鷲太郎

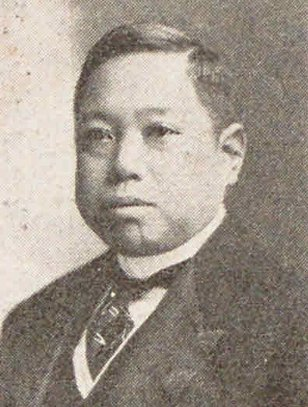
長島鷲太郎

長島 鷲太郎（ながしま わしたろう、慶応4年4月8日（1868年4月30日） - 昭和9年（1934年）7月27日）は、衆議院議員（立憲政友会）、弁護士。法学博士。キリスト教徒。

## 経歴
安房国安房郡勝山（現在の鋸南町）に安房勝山藩士長島永豊の長男として生まれ、1872年（明治5年）に一家は東京に移住した。1890年（明治23年）、東京帝国大学法科大学独法科を卒業し、司法省参事官試補となるが、1893年（明治26年）に辞して弁護士を開業し、後には東京弁護士会会長に就任した。また日本法律学校・明治法律学校・和仏法律学校・東京法学院・専修学校で講師を務め、日本法律学校では幹事となった。
1908年（明治41年）、第10回衆議院議員総選挙に出馬し、当選。以後、当選回数は3回を数えた。その間、法律取調委員を務めた。
その他、大日本セルロイド・日本曹達工業・明治製菓などの会社の取締役を務めた。
墓所は青山霊園1-ロ10-15。
孫に建築家・都市計画家アーバンデザイナーの長島孝一がいる